# Felipe Castro Quiles
Felipe Castro Quiles (San Juan, 21 de abril de 1983) es un empresario puertorriqueño, reconocido por ser el cofundador y CEO de Emerging Rule, una empresa dedicada a la aplicación de inteligencia artificial en el ámbito educativo. Además, es el cofundador y CEO de GENIA Latinoamérica, una corporación de beneficio público fundada en 2019, que se dedica a transformar las operaciones industriales en América Latina y el Caribe mediante el uso de la inteligencia artificial.

## Biografía

### Primeros años y estudios
Castro Quiles nació en la ciudad de San Juan, Puerto Rico, el 21 de abril de 1983. Se graduó con maestrías en administración de negocios internacionales y marketing de la Universidad del Sagrado Corazón y del Foro Europeo Escuela de Negocios de Navarra. Después de completar sus maestrías, Castro Quiles fue aceptado en el programa Doctor of Business de la Universidad de Liverpool y lo cursó brevemente. Sin embargo, abandonó el programa al desarrollar un interés profundo en la inteligencia artificial y su potencial para el beneficio público.  

### Carrera
En 2015, Castro Quiles cofundó Emerging Rule, una empresa enfocada en la integración de inteligencia artificial en sistemas educativos. La plataforma educativa LevelShip desarrollada por Emerging Rule fue galardonada en la décima edición del concurso Ideas Voluntarias del Banco de Crédito del Perú en mayo de 2017. LevelShip es la primera plataforma que utiliza machine learning para personalizar la educación y adaptar los sistemas globales de enseñanza a las habilidades individuales de los estudiantes. Por su trabajo en el campo de la intersección entre la educación y el machine learning, Castro Quiles fue aceptado en septiembre de 2018 en la incubadora de Singularity University en el campus Ames Research Center de la NASA, ubicado en Palo Alto, Silicon Valley, California.
Castro Quiles también es el cofundador 
y CEO de GENIA Latinoamérica, una corporación de beneficio público fundada en 2019 que fue lanzada para transformar las operaciones industriales en América Latina y el Caribe mediante el uso de la inteligencia artificial. La plataforma GLÁPAGOS, lanzada en agosto de 2024, integra modelos locales de IA para optimizar costos y mejorar la competitividad en sectores como comercio internacional, procesos aduaneros y monitoreo industrial.
A través de su trabajo en GENIA Latinoamérica, Castro Quiles cofundó LATAM 4.0, un proyecto que promueve la colaboración en el desarrollo de la inteligencia artificial en la región de América Latina y el Caribe. LATAM 4.0 busca reducir la fragmentación en la adopción de la IA en América Latina, facilitando la cooperación entre gobiernos, empresas, instituciones académicas y la sociedad civil. Castro Quiles ha defendido las asociaciones público-privadas (APP) y el partner-shoring como estrategias clave para optimizar el desarrollo de la IA, adaptándola a los contextos industriales y sociales locales. El proyecto pone énfasis en la centralización de datos públicos y la descentralización de la toma de decisiones, buscando promover un ecosistema digital más inclusivo. En el artículo «Around the Globe, Governments Lean into AI». The Atlantic (en inglés). Consultado el 7 de diciembre de 2024., destacó la importancia de la colaboración regional para superar los desafíos que enfrenta América Latina en términos de infraestructura tecnológica y disparidades económicas entre sus países.
En 2018, Castro Quiles fundó HUBVERY, una startup que desarrolla un sistema operativo para la gestión de entregas con drones. La tecnología de HUBVERY busca resolver los desafíos de la última milla en la entrega de mercaderías mediante el uso de drones.

### Investigación y Publicaciones
En 2024, Castro Quiles publicó el artículo «Exploring the Theory of a 'Dismantled Mindset': A Call for Collective Empowerment» (en inglés). Consultado el 7 de diciembre de 2024. en SSRN. El trabajo introduce el concepto de "Dismantled Mindset" (Mentalidad Desmantelada), una teoría que explica cómo las estructuras de poder sistémicas, alimentadas por la codicia, el miedo, la influencia y la responsabilidad, fragmentan las identidades individuales y afectan las dinámicas sociales. En el artículo, se explora cómo la inteligencia artificial (IA) puede tanto reforzar como desmantelar estas estructuras de poder. Castro Quiles propone un enfoque interdisciplinario para abordar las implicaciones psicológicas, sociales y tecnológicas de esta mentalidad desmantelada, abogando por un futuro más justo y equitativo.

### Participación en eventos internacionales
Castro Quiles ha participado en eventos internacionales como el AI for Good Global Summit en Suiza, donde discutió el impacto potencial de la IA en el desarrollo sostenible y la inclusión. También es miembro del AI/ML Advisory Board de DevNetwork y mentor en el Founder Institute.